# انگشت‌نما
انگشت‌نما فیلمی به کارگردانی اسماعیل پورسعید و نویسندگی احمد نجیب زاده محصول سال ۱۳۵۴ است.

## داستان
حجت و مهدی با هم رفاقت دیرینه دارند و قاسم دوست مشترک هر دو آنهاست و مهدی نامزد خواهر قاسم نیز میباشد.بعد از خواستگاری حجت از معصومه(همسایه قاسم) ماجراهایی واقع شده که دوستی سه نفره آنها را تحت تاثیر قرار می دهد...

## بازیگران
- منوچهر وثوق
- یدالله شیراندامی
- هاله نظری
- جلال پیشواییان
- مستانه جزایری
- پروین سلیمانی
- ملیحه نصیری
- گیتی فروهر
- نعمت‌الله گرجی